# Joachim Herrmann
Joachim Herrmann (München, 21. rujna 1956.), njemački odvjetnik i političar. Član je CSU-a.

## Obrazovanje
Rođen je 21. rujna 1956. u Münchenu u obitelji oca Joachima, odvjetnika, i majke Adele rođ. Koch. Tri godine kasnije preselio se u Erlangen, gdje je otac radio kao predavač povijesti prava. Pohađao je humanističku Gimnaziju Fridericianum u kojoj je 1975. maturirao. Nakon državne mature pohađao je vojni rok u Hammelburgu blizu Bad Kissingena.
Studirao je pravo na Sveučilištu Friedricha Alexandera u Erlangenu i Sveučilištu Ludwiga Maximilliana u Münchenu. Diplomirao je 1976. godine, a državne ispite položio 1984. godine. Četiri godine kasnije zaposlio se i u uredu gradonačelnika.

## Politička karijera
Još kao student bio je aktivan u Junge Unionu, zajedničkom političkom podmlatku CDU i CSU-a. Godine 1994. ušao je u Bavarski savezni parlament (Bayerische Landtag) kao zastupnik desnije struje CSU-u, jer je bio aktivan i u Desnim kršćanskim demokratskim studentima (RCDS). U CSU se učlanio još 1977. godine.
U listopadu 2007. imenovan je Bavarskim ministrom unutarnjih poslova.

## Osobni život
Oženjen je i otac troje djece. Izajšnjava se rimokatolikom.

## Nagrade
- Vitez zapovjednik Reda Svetoga Groba u Jeruzalemu (2004.)
- Bavarski red za zasluge (2004.)
- Red za zasluge Savezne Republike Njemačke (2010.)
- Zlatna plaketa Bavarskog crvenog križa (2011.)
- Orden Leopolda II. (2011.)
- Počasni senator Rumunjsko-njemačkog sveučilišta u Sibiu (2014.)

## Vanjske poveznice
- Službene stranice (njem.)